# Opel Vectra
Opel Vectra este o mașina de familie marca Opel, subdivizia General Motors din Germania.
Acest autovehicul a fost produs și sub alte denumiri: Vauxhall Vectra (UK), Chevrolet Vectra (America Lantină), Holden Vectra (Australia).
Producția a început în anul 1988 pentru a înlocui modele mai vechi precum: Opel Ascona (Europa), Vauxhall Cavalier (UK), Holden Apollo (Australia), Holden Camira (Noua Zeelandă) și a încetat dupa 20 de ani, în 2008 fiind înlocuită de Opel Insignia (Europa), Vauxhall Insignia (UK), Holden Epica (Australia).
Vectra este impărțită în 3 modele principale: 
- Opel Vectra A (1988-1995)
- Opel Vectra B (1995-2002)
- Opel Vectra C (2002-2008)

## Vectra C (2002–2008)

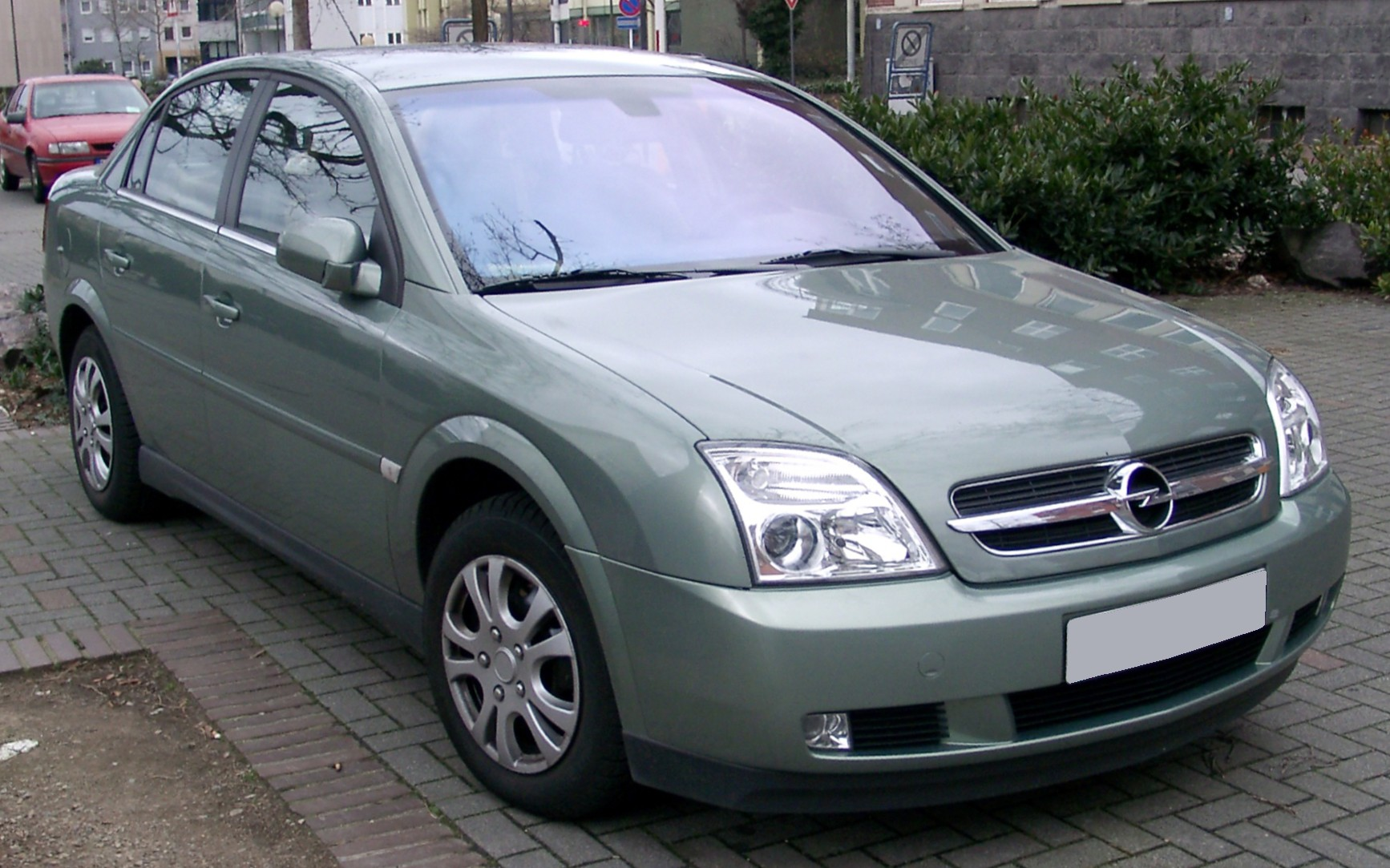
Opel Vectra C sedan (2002–2005)

Vectra C a fost lansat in martie 2002 la Salonul Auto de la Geneva și se bazează pe platforma GM Epsilon.
Ca și predecesorii săi, Vectra C a fost construit sub mai multe forme: Sedan, Hatchback(2002), Estate (Caravan, 2003), Signum

După un facelift minor în septembrie 2004, Vectra C, în septembrie 2005, a suferit un facelift major, partea frontală fiind revizuită. De aseamenea, materiale plastice interioare au avut o calitate mai bună.

### Motorizări
Benzină
| Model            | Denumire | Capacitate Cilindrică | Cilindrii/Supape | Putere (kW (CP) / min-1) | Perioada        |
| ---------------- | -------- | --------------------- | ---------------- | ------------------------ | --------------- |
| 1.6              | Z16XE    | 1598 cm³              | R4 16V           | 74 (100)/6000            | 08/2004–09/2005 |
| 1.6 Twinport     | Z16XEP   | 1598 cm³              | R4 16V           | 77 (105)/6000            | 2005–2008       |
| 1.8              | Z18XE    | 1796 cm³              | R4 16V           | 90 (122)/6000            | 03/2002–09/2005 |
| 1.8              | Z18XER   | 1796 cm³              | R4 16V           | 103 (140)/6300           | 2005–2008       |
| 2.0 Turbo        | Z20NET   | 1998 cm³              | R4 16V           | 129 (175)/5500           | 2003–2008       |
| 2.2              | Z22SE    | 2198 cm³              | R4 16V           | 108 (147)/5600           | 03/2002–05/2003 |
| 2.2 direct       | Z22YH    | 2198 cm ³             | R4 16V           | 114 (155)/5600           | 2003–2008       |
| 2.8 V6 Turbo     | Z28NEL   | 2792 cm³              | V6 24V           | 169 (230)/5500           | 2005–2006       |
| 2.8 V6 Turbo     | Z28NET   | 2792 cm³              | V6 24V           | 184 (250)/5500           | 2006–2008       |
| 2.8 V6 Turbo OPC | Z28NET   | 2792 cm³              | V6 24V           | 188 (255)/5500           | 2005–2006       |
| 2.8 V6 Turbo OPC | Z28NET   | 2792 cm³              | V6 24V           | 206 (280)/5500           | 2006–2008       |
| 3.2              | Z32SE    | 3175 cm³              | V6 24V           | 155 (211)/6200           | 09/2002–09/2005 |

Diesel
| Model       | Denumire | Capacitate Cilindrică | Cilindrii/Supape | Putere (kW (CP) | Perioada  |
| ----------- | -------- | --------------------- | ---------------- | --------------- | --------- |
| CDTI        | Z19DTL   | 1910 cm³              | R4 8V            | 74 kW (100 PS)  | 2004–2008 |
| 1.9 CDTI    | Z19DT    | 1910 cm³              | R4 8V            | 88 kW (120)     | 2004–2008 |
| 1.9 CDTI    | Z19DTH   | 1910 cm³              | R4 16V           | 110 kW (150)    | 2004–2008 |
| 2.0 DTI     | Y20DTH   | 1995 cm³              | R4 16V           | 74 kW (100 PS)  | 2002–2004 |
| 2.2 DTI     | Y22DTR   | 2172 cm³              | R4 16V           | 92 kW (125)     | 2002–2004 |
| 3.0 V6 CDTI | Y30DT    | 2958 cm³              | V6 24V           | 130 kW (177)    | 2003–2005 |
| 3.0 V6 CDTI | Z30DT    | 2958 cm³              | V6 24V           | 135 kW (184)    | 2005–2008 |

## Legături externe
- Opel